# Petr Kozák
Petr Kozák (* 13. März 1965 in Prag) ist ein ehemaliger tschechoslowakischer Orientierungsläufer. 1991 war er Kurzdistanz-Weltmeister.
Kozáks internationale Karriere war von kurzer Dauer. Bei der Heim-Weltmeisterschaft 1991 in der Tschechoslowakei gewann er überraschend das Kurzdistanzrennen. Zwei Jahre später lief er bei der Weltmeisterschaft in den Vereinigten Staaten auf einen 18. Platz im Langdistanzrennen und auf den achten Platz mit der Staffel.

## Platzierungen
| Weltmeisterschaften  | Sprint | Mittel | Lang | Staffel |
| -------------------- | ------ | ------ | ---- | ------- |
| 1991 Marianske Lazne |        | 1.     | 27.  |         |
| 1993 West Point      |        |        | 18.  | 8.      |